# Rhododendron ludlowii
Rhododendron ludlowii är en ljungväxtart som beskrevs av John Macqueen Cowan. Rhododendron ludlowii ingår i släktet rododendron, och familjen ljungväxter. Inga underarter finns listade i Catalogue of Life.